# Xã Greene, Quận Beaver, Pennsylvania
Xã Greene (tiếng Anh: Greene Township) là một xã thuộc quận Beaver, tiểu bang Pennsylvania, Hoa Kỳ. Năm 2010, dân số của xã này là 2.356 người.